# Fräulein Wasserscheu im Strandbad
Fräulein Wasserscheu im Strandbad (Originaltitel: The Palm Beach Girl) ist eine US-amerikanische Stummfilmkomödie aus dem Jahr 1926 von Erle C. Kenton mit Bebe Daniels in der Hauptrolle. Das Drehbuch basiert auf dem Bühnenstück Please Help Emily von Harold Marsh Harwood.

## Handlung
Emily Bennett kommt nach Florida, um ihre wohlhabenden Tanten Jerry und Beatrice zu besuchen. Während der Zugfahrt steckt sie zur besseren Sicht den Kopf aus dem Fenster und wird dabei rußig. Verwechselt mit einer jungen schwarzen Frau wird sie gezwungen, in dem rassentrennenden Jim-Crow-Waggon mitzufahren. Ihre Tanten sind verlegen, als sie ankommt, versuchen aber, ihr dabei zu helfen, einen guten gesellschaftlichen Eindruck zu hinterlassen. Emily versucht zu helfen, vermasselt aber die Taufe des Bootes des Playboys Jack Trotter. 
Die junge Frau entdeckt, dass einige Schmuggler eine Ladung in Jacks Schnellboot verladen, mit dem Plan, sie zu stehlen. Sie mischt sich ein, wird ins Boot gestoßen, macht eine wilde Fahrt und wird später treibend zurückgelassen. Das Boot muss am nächsten Tag für ein Rennen zurück sein. Emily hat eine aufregende Zeit damit, das Boot zu manövrieren. Sie kommt rechtzeitig zurück, steuert das Boot im Rennen und gewinnt sowohl das Rennen als auch die Zuneigung von Jack.

## Hintergrund
Der Film wurde vor Ort in Palm Beach, Miami Beach, Biscayne Bay und Lake Worth in Florida gedreht. 
Eine frühere Adaption des Bühnenstücks wurde 1917 von der Empire All Star Company produziert.
Travis Banton war für das Kostümbild zuständig.
Am 17. Mai 1926 kam der Film in die US-Kinos.
Da keine Kopien der sieben Filmrollen existieren, gilt der Film als verschollen.